# Saison 1 de Parenthood
Chronologie
Saison 2 de Parenthood
Cet article présente le guide des épisodes de la première saison de la série télévisée américaine Parenthood.

## Généralités
- Aux États-Unis, la saison a été diffusée sur le réseau NBC.
- Au Canada, elle a été diffusée en simultané sur Citytv.
- En France, elle a été diffusée sur TF1.
- Au Québec, elle a été diffusée sur Mlle.
- Elle est inédite en Suisse et en Belgique.

### Synopsis
Basée sur le film du même nom, Parenthood relate les histoires de l'étendue famille Braverman, allant des parents, aux enfants et aux petits enfants.

## Distribution

### Acteurs principaux
- Lauren Graham (VF : Nathalie Régnier) : Sarah Braverman (fille de Zeek et Camille ; sœur d'Adam, Crosby et Julia ; mère d'Amber et Drew)
- Peter Krause (VF : Guillaume Orsat) : Adam Braverman (fils de Zeek et Camille ; frère de Sarah, Crosby et Julia ; marié à Kristina ; père d'Haddie et Max)
- Craig T. Nelson (VF : Patrice Melennec) : Zeek Braverman (marié à Camille ; père d'Adam, Sarah, Crosby et Julia)
- Bonnie Bedelia (VF : Evelyne Grandjean) : Camille Braverman (mariée à Zeek ; mère d'Adam, Sarah, Crosby et Julia)
- Monica Potter (VF : Patricia Piazza) : Kristina Braverman (mariée à Adam ; mère d'Haddie et Max)
- Dax Shepard (VF : Emmanuel Garijo) : Crosby Braverman (fils de Zeek et Camille ; frère d'Adam, Sarah et Julia ; père de Jabbar)
- Mae Whitman (VF : Noémie Orphelin) : Amber Holt (fille de Sarah ; sœur de Drew)
- Miles Heizer : Drew Holt (fils de Sarah ; frère de Amber)
- Joy Bryant : Jasmine Trussell (petite amie et mère du fils de Crosby, Jabbar)
- Erika Christensen (VF : Christine Bellier) : Julia Braverman-Graham (fille de Zeek et Camille ; mariée à Joel ; sœur d'Adam, Sarah et Crosby ; mère de Sydney)
- Sarah Ramos : Haddie Braverman (fille d'Adam et Kristina ; sœur de Max)
- Max Burkholder (VF : Max Renaudin) : Max Braverman (fils d'Adam et Kristina ; frère d'Haddie)
- Sam Jaeger (VF : Axel Kiener) : Joel Graham (marié à Julia ; père de Sydney)
- Savannah Paige Rae : Sydney Graham (fille de Joel et Julia)
- Tyree Brown (VF : Tom Trouffier) : Jabbar Trussell-Braverman (fils de Crosby et Jasmine)

### Acteurs récurrents
- Asher Book : Steve Williams, petit ami de Haddie
- Jason Ritter : Mark Cyr

## Liste des épisodes

### Épisode 1:Pères et mères
- États-Unis : 2 mars 2010 sur NBC
- France : 23 mai 2011 sur TF1[1]
- Québec : 2011 sur Mlle

- États-Unis : 8,10 millions de téléspectateurs[2]

### Épisode 2:Tomber de haut
- États-Unis : 9 mars 2010 sur NBC
- France : 24 mai 2012 sur TF1

- États-Unis : 6,08 millions de téléspectateurs[3]

### Épisode 3:Dans le grand bain
- États-Unis : 16 mars 2010 sur NBC
- France : 26 mai 2011 sur TF1

- États-Unis : 5,94 millions de téléspectateurs[4]

### Épisode 4:Premières fois
- États-Unis : 23 mars 2010 sur NBC
- France : 27 mai 2010 sur TF1

- États-Unis : 7,01 millions de téléspectateurs[5]

### Épisode 5:Le bruit et la fureur
- États-Unis : 30 mars 2010 sur NBC
- France : 30 mai 2011 sur TF1

- États-Unis : 6,23 millions de téléspectateurs[6]

### Épisode 6:Toute vérité n'est pas bonne à dire
- États-Unis : 6 avril 2010 sur NBC
- France : 31 mai 2011 sur TF1

- États-Unis : 6,28 millions de téléspectateurs[7]

### Épisode 7:Les enfants d'abord
- États-Unis : 13 avril 2010 sur NBC
- France : 2 juin 2011 sur TF1

- États-Unis : 6,28 millions de téléspectateurs[8]

### Épisode 8:Premières impressions
- États-Unis : 20 avril 2010 sur NBC
- France : 3 juin 2011 sur TF1

- États-Unis : 7,28 millions de téléspectateurs[9]

### Épisode 9:Coquin, coquine
- États-Unis : 27 avril 2010 sur NBC
- France : 6 juin 2011 sur TF1

- États-Unis : 5,81 millions de téléspectateurs[10]

### Épisode 10:La vérité en face
- États-Unis : 4 mai 2010 sur NBC
- France : 7 juin 2011 sur TF1

- États-Unis : 5,88 millions de téléspectateurs[11]

### Épisode 11:Liaisons dangereuses
- États-Unis : 11 mai 2010 sur NBC
- France : 9 juin 2011 sur TF1

- États-Unis : 5,93 millions de téléspectateurs[12]

### Épisode 12:Pas à pas
- États-Unis : 18 mai 2010 sur NBC
- France : 10 juin 2011 sur TF1

- États-Unis : 6,24 millions de téléspectateurs[13]

### Épisode 13:New York, New York
- États-Unis : 25 mai 2010 sur NBC
- France : 10 juin 2011 sur TF1

- États-Unis : 6,04 millions de téléspectateurs[14]

## Audiences aux États-Unis
La moyenne de cette saison est de 6.38 millions de téléspectateurs américains. L'épisode le plus regardé est le 1.01 Pères et mères (Pilot) avec 8.10 millionsde téléspectateurs, alors que l'épisode le moins regardé est le 1.09 Coquin, coquine (Perchance to Dream) avec 5.81 millions de téléspectateurs américains.
| N° d'épisode | Titre original              | Titre français                      | Chaîne | Date de diffusion originale | USA (en millions de téléspectateurs) | Pdm sur les 18/49 ans |
| ------------ | --------------------------- | ----------------------------------- | ------ | --------------------------- | ------------------------------------ | --------------------- |
| 1            | Pilot                       | Pères et mères                      | NBC    | 2 mars 2010                 | 8.10                                 | 3.1                   |
| 2            | Man Versus Possum           | Tomber de haut                      | NBC    | 9 mars 2010                 | 6.08                                 | 2.3                   |
| 3            | The Deep End of the Pool    | Dans le grand bain                  | NBC    | 16 mars 2010                | 5.94                                 | 2.3                   |
| 4            | Wassup                      | Premières fois                      | NBC    | 13 mars 2010                | 7.01                                 | 2.7                   |
| 5            | The Situation               | Le bruit et la fureur               | NBC    | 20 mars 2010                | 6.23                                 | 2.5                   |
| 6            | The Big 'O                  | Toute vérité n'est pas bonne à dire | NBC    | 27 mars 2010                | 6.28                                 | 2.6                   |
| 7            | What's Goin' On Down There? | Les enfants d'abord                 | NBC    | 4 mai 2010                  | 6.28                                 | 2.5                   |
| 8            | Rubber Band Ball            | Premières impressions               | NBC    | 11 mai 2010                 | 7.27                                 | 2.9                   |
| 9            | Perchance to Dream          | Coquin, coquine                     | NBC    | 27 avril 2010               | 5.81                                 | 2.4                   |
| 10           | Namaste No More             | La vérité en face                   | NBC    | 4 mai 2010                  | 5.88                                 | 2.5                   |
| 11           | Solace                      | Liaisons dangereuses                | NBC    | 11 mai 2010                 | 5.93                                 | 2.6                   |
| 12           | Team Braverman              | Pas à pas                           | NBC    | 18 mai 2010                 | 6.24                                 | 2.6                   |
| 13           | Lost and Found              | New York, New York                  | NBC    | 25 mai 2010                 | 6.04                                 | 2.6                   |